# Gladiátor (film)
Gladiátor je historický film Ridleyho Scotta z roku 2000, který se stal jedním z nejúspěšnějších filmů vůbec – je dosud nejnavštěvovanějším filmem nejen režiséra Ridleyho Scotta, ale i hlavního představitele Russella Crowea. Získal Oscary za nejlepší film, nejlepší mužský výkon v hlavní roli, zvuk, kostýmy a vizuální efekty.
Děj filmu alternativně zachycuje konec vlády císaře Marca Aurelia, nástup jeho syna Commoda na římský trůn a příběh smyšleného římského generála španělského původu Maxima, který zažije kariérní pád a vyvraždění své rodiny při výměně císařů.

## Děj
Příběh začíná roku 180 po Kristu, kdy divák sleduje životní příběh hispánsko-římského generála Maxima Decima Meridia. Coby taktický génius a úspěšný vojevůdce dovedl římské vojsko k vítězství nad germánskými kmeny nedaleko Vindobony na římských hranicích, a nyní se hodlá vrátit domů ke své rodině a žít poklidný usedlý život. Jeho plány však naruší skutečnost, že císař Marcus Aurelius není spokojen se svým mocichtivým synem Commodem a po Maximovi žádá, aby se ujmul vlády nad Římem coby regent, zlikvidoval korupci a obnovil republiku. Jakmile se této noviny Commodus doslechne, svého otce zavraždí.
Commodus se prohlásí novým císařem a požádá Maxima o věrnost, což on odmítne, načež je zatčen Praetoriánskou gardou s odsouzen k popravě. Své popravčí v nedalekém lese zabije, načež se v obavách vydá domů za rodinou nedaleko Trujilly. Po dlouhé a vyčerpávající cestě padne před hrozivým zjevem – jeho domov je vypálen, žena a syn ukřižováni. V posledním aktu zoufalství pohřbí svou rodinu, načež zkolabuje. Vzápětí je nalezen otrokáři, kteří jej vezmou do města Zucchabar na severu dnešního Alžírska, kde je coby bezejmenný „Španěl“ prodán do gladiátorské školy Proxima.
Se silnou nevolí Maximus bojuje ve zdejších zápasech, spřátelí se s Numidijcem Jubou a Germánem Hagenem a získá si respekt ostatních gladiátorů a přihlížejícího davu. Díky skvělým bojovým schopnostem si získá i svého pána Proxima, který sám kdysi býval gladiátorem a od Marcuse Aurelia získal svobodu. Maximovi svitne naděje, že pokud si získá dav, mohla by mu být taktéž udělena svoboda. Jakmile Commodus zorganizuje sto padesát dní gladiátorských her v římském Koloseu, Proximus se se svými otroky zúčastňuje.
Maximus, skrývaje svou identitu díky přilbě s maskou, vyhrává zinscenovanou bitvu u Zamy v nitru Kolosea. Přestože by coby fiktivní Kartagiňan měl zemřít, turnaj vyhrává a získává si dav. I sám císař Commodus vstoupí do Kolosea s úmyslem Maximovi pogratulovat. Nařídí mu sejmout helmu a odhalit svou tvář, což po chvíli zaváhání gladiátor udělá. Císař i dav jsou ohromeni, ovšem Commodus je na nátlak davu nucen Maxima a ostatní gladiátory nechat žít. Maximus tak nalézá nový smysl života – pomstu.
Maximův následující turnaj je proti prosluslému a doposud neporaženému gladiátorovi Tygrovi z Galie, jelikož se Commodus pokouší zabít Maxima za každou cenu. Po náročném boji Maximus zvítězí a Tygra ušetří, což dav uchvátí ještě víc. Commodus se pokusí Maxima vyprokovat řečmi ohledně smrti jeho rodiny, ovšem Maximus s chladnou hlavou odchází.
Od svého bývalého služebníka Cicera se Maximus dozvídá, že jeho bývalé legie mu zůstaly věrné, pročež se Maximus, Lucilla (Commodova sestra a Maximova bývalá milenka) a Gracchus (vlivný senátor) tajně sejdou a zosnují plán převratu. Maximus musí uprchnout z Říma, zburcovat své věrné legie a svrhnout Commoda silou, aby vláda padla zpět do rukou senátu. Celé spiknutí však odhalí Commodus díky naivitě Luciuse, syna Lucilly. Císař poté vyhrožuje své sestře a synovci, nechá zajmout Gracchuse a napadne gladiátorské kasárny. Proximo, Hagen a několik dalších gladiátorů se obětují, aby Maximus mohl uprchnout. Útěk a s ním i celé spiknutí se však nezdaří a Maximus je zajat.
Aby Commodus získal zpět podporu lidu, vyzve Maxima na duel v Koloseu, leč krátce před bojem Maxima bodne do plíce, aby měl rozhodující výhodu. Nehledě na bolestivé zranění, Maximus zvládne odzbrojit a následně zabít Commoda, čímž dosáhne své pomsty. V posledních okamžicích svého života Maximus požádá o propuštění ostatních gladiátorů, osvobození senátora Gracchuse a politickou reformu dle poslední vůle Marcuse Aurelia. Následně padne na zem a ve vidinách posmrtného života se setkává se svou rodinou. Maximovi přátelé mu projeví úctu a pompézně odnesou jeho tělo z Kolosea pryč, zatímco Commodova těla si nikdo nevšímá.
Nyní již svobodný Juba naposledy navštíví Koloseum při soumraku, kde pohřbí dřevěné figurky Maximovy ženy a syna. Věří, že se jednou jako dobří přátelé s Maximem zase setkají v posmrtném životě.

## Obsazení
| Russell Crowe (dabing Jiří Schwarz)        | Maximus Decimus Meridius |
| Joaquin Phoenix (dabing Michal Dlouhý)     | Commodus                 |
| Connie Nielsen (dabing Simona Postlerová)  | Lucilla                  |
| Oliver Reed (dabing Jiří Zavřel)           | Antonius Proximo         |
| Derek Jacobi (dabing Karel Richter)        | senátor Gracchus         |
| Djimon Hounsou (dabing Antonín Navrátil)   | Juba                     |
| Richard Harris (dabing Petr Haničinec)     | Marcus Aurelius          |
| Ralf Moeller (dabing Zdeněk Mahdal)        | Hagen                    |
| Tommy Flanagan (dabing Pavel Vondra)       | Cicero                   |
| David Schofield (dabing Jiří Plachý)       | senátor Falco            |
| John Shrapnel (dabing Václav Knop)         | senátor Gaius            |
| Tomas Arana (dabing Martin Kolár)          | Quintus                  |
| Spencer Treat Clark (dabing Vojtěch Kotek) | Lucius Verus             |
| David Hemmings (dabing Bedřich Šetena)     | Cassius                  |

## Historické nepřesnosti
Ač autoři při tvorbě filmu kontaktovali několik historiků, nevyvarovali se několika faktických chyb, které se objevily už ve filmu Pád říše římské z roku 1964.
- Císař Marcus Aurelius zemřel na blíže neznámou chorobu (antoninský mor) nebo na nádorové onemocnění.
- Císař Commodus zemřel na uškrcení atletem Narcissem na popud milenky Marcie.
- V gladiátorských zápasech bylo přesně dáno, která zbraň bojuje proti jiné zbrani.
- Ve výzbroji gladiátorů se objevují přilby a zbroje, které jsou z pozdější doby.
- Velitel gladiátorů se ve filmu jmenuje Proximo, ale v latině by se jmenovat spíše Proximus.
- Nad vchodem do gladiátorské školy v Římě je nápis Ludus magnus gladiatores, což v přesném překladu znamená Velká škola gladiátoři. Gramaticky správný nápis by zněl Ludus magnus gladiatorum.